# Agedashi tofu

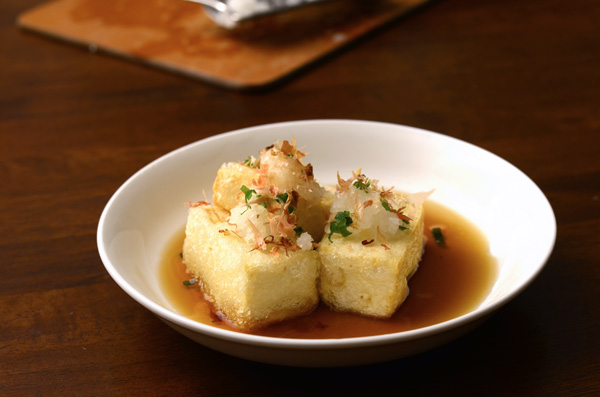
Agedashi tofu

Agedashi tofu (eller agedashi dofu,  揚げ出し豆腐 Agedashi tōfu) är en enkel japansk maträtt. Tofu skärs i kuber, pudras lätt med potatis- eller majsstärkelse och friteras. Tofun serveras sedan i en varm tentsuyu-buljong gjord på dashi, mirin, och shō-yu (japansk sojasås) tillsammans med finhackad purjolök eller riven daikon (asiatisk rättika). Rätten äts med pinnar.
Agedashi tofu är en japansk rätt med gamla anor. Den fanns med i den japanska tofu-kokboken Tofu Hyakuchin från 1782. Andra vanliga och enkla tofurätter inkluderar hiyayakko ("kyld tofu") och yudofu.